# Путінцева Юлія Антонівна
Юлія Антонівна Путінцева (7 січня 1995) — казахстанська тенісистка російського походження. 
Юлія Путінцева народилася в Росії, але з червня 2012 року представляє Казахстан. 
Найбільший її успіх на турнірах Великого шолома — вихід до чвертьфіналу Відкритого чемпіонату Франції 2016 року. 
Першим турніром  WTA, який Путінцева виграла став Nuremberg Cup 2019.

## Фінали турнірів WTA

### Одиночний розряд 3 фінали (1 титул)
| Результат | В-П | Дата     | Турнір                               | Категорія   | Покриття        | Супротивниця        | Рахунок            |
| --------- | --- | -------- | ------------------------------------ | ----------- | --------------- | ------------------- | ------------------ |
| Поразка   | 0–1 | Лют 2017 | St. Petersburg Ladies' Trophy, Росія | Прем'єрний  | Тверде (в залі) | Крістіна Младенович | 2–6, 7–6(7–3), 4–6 |
| Поразка   | 0–2 | Вер 2018 | Guangzhou Open, КНР                  | Міжнародний | тверде          | Ван Цян             | 1–6, 2–6           |
| Перемога  | 1–2 | Тра 2019 | Nuremberg Cup, Німеччина             | Міжнародний | Ґрунт           | Тамара Зіданшек     | 4–6, 6–4, 6–2      |

## Зовнішні посилання
Досьє на сайті WTA [Архівовано 13 травня 2016 у Wayback Machine.]
| Тенісист | Це незавершена стаття про тенісиста чи тенісистку. Ви можете допомогти проєкту, виправивши або дописавши її. |